# Nobuo Fujita
Nobuo Fujita  (Bungotakada; 1911-Tsuchiura; 30 de septiembre de 1997) fue un oficial de aviación de reserva de la Armada Imperial Japonesa, que voló un hidroavión desde un submarino portaaviones de gran autonomía, el I-25, y llevó a cabo el único bombardeo desde un avión de guerra en los Estados Unidos continentales, lo que se conoce como el Raid aéreo Lookout, usando bombas incendiarias. Su misión consistía en iniciar masivos incendios forestales en la costa del Pacífico nororiental cerca de la ciudad de Brookings, Oregón con el objetivo de distraer los recursos militares de EE. UU. fuera del escenario del Pacífico. La estrategia también fue utilizada por los japoneses en su campaña de globos incendiarios (bombas globo (風船爆弾 'fūsen bakudan'?).

## Vida y carrera militar
Nobuo Fujita, se unió a la Armada Imperial Japonesa en 1932.  Se convirtió en piloto en 1933. Tenía un hermano menor que pereció en la guerra. Su escuadrón era el 4º Sensuitai, 1.er Sensui Sentai  y su "Glen" tenía el serial: So-25

### Pearl Harbor y la Costa Oeste de los Estados Unidos

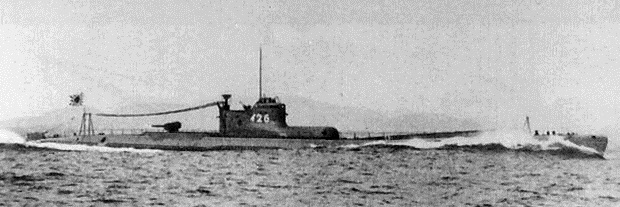
El hangar bulboso y la catapulta son visibles por delante de la torre de mando del I-25. Ahí se guardaba el "Glen" de Fujita

Fujita estaba a bordo del I-25 durante el ataque a Pearl Harbor, donde el I-25 y otros tres submarinos patrullaban una línea defensiva periférica a 200 km al norte de Oahu. El avión de Fujita, un hidroavión Yokosuka E14Y (nombre código aliado "Glen"), no funcionaba correctamente, y no pudo participar en la misión de reconocimiento prevista para antes del ataque.
Después de Pearl Harbor, recibieron la orden de encontrar a los portaaviones enemigos, no encontrándolos así que el día 14 de diciembre el I-25 junto con otros 8 submarinos fueron enviados a la costa oeste de Estados Unidos, el I-25 tenía órdenes de operar entre San Francisco y Alaska. El I-25 patrulló a lo largo de la costa oeste de los Estados Unidos, con los otros ocho submarinos. Atacaron el tráfico naviero de EE. UU. antes de regresar a su base en el atolón de Kwajalein en las islas Marshall. Llegaron allí el 11 de enero de 1942 para abastecerse de combustible y ser remodelados.

### Pacífico Sur
La siguiente misión del I-25 fue espiar los puertos australianos de Sídney, Melbourne y Hobart, seguido por los puertos neozelandeses de Wellington y Auckland. El martes 17 de febrero de 1942, Nobuo Fujita despegó en el "Glen" para un vuelo de reconocimiento sobre el puerto de Sídney para examinar la base aérea de la ciudad. A las 7:30 a. m., había regresado al I-25, desmontando el "Glen" y guardándolo en el hangar a prueba de agua.
La próxima misión fue un vuelo similar sobre Melbourne. Fujita despegó desde cabo Wickham en King Island en el extremo occidental del estrecho de Bass, a medio camino entre Victoria y Tasmania. El hidroavión fue lanzado el 26 de febrero de 1942 para su vuelo a Melbourne,  en la bahía de Port Phillip.
El siguiente vuelo de reconocimiento de Fujita en Australia fue más de Hobart, el 1 de marzo de 1942. I-25 se dirigió a Nueva Zelanda, donde Fujita voló un vuelo de reconocimiento sobre Wellington el 8 de marzo de 1942. Voló sobre Auckland el 13 de marzo de 1942, seguido por Fiyi el 17 de marzo de 1942. El submarino regresó a su base en Kwajalein

### Noroeste del Pacífico
El 28 de mayo de 1942, Fujita realiza un reconocimiento de la isla de Kodiak, Alaska, en preparación para la invasión de las islas Aleutianas. El 21 de junio de 1942, el I-25 bombardeó la base norteamericana de Fort Stevens, cerca de la ciudad de Astoria, Oregón. Fujita estuvo en la cubierta del I-25 durante el ataque.

### Bombardeo de los Estados Unidos continental

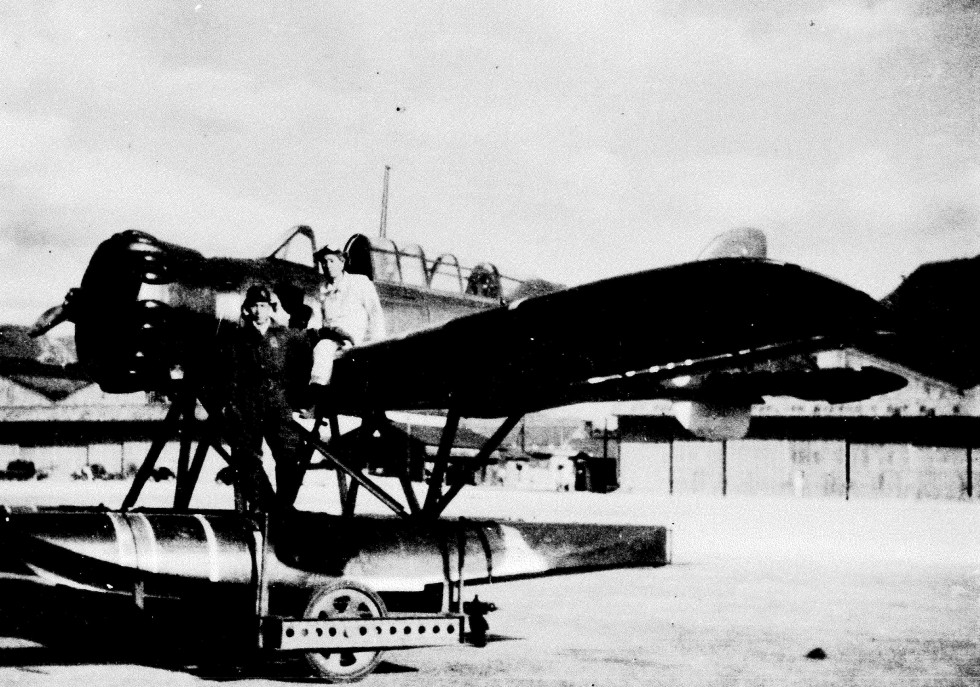
Nobuo Fujita, de pie por su Yokosuka E14Y "Glen"

Fujita mismo sugirió la idea de un hidroavión basado en submarinos para bombardear objetivos militares, incluidos buques en el mar, y ataques a la parte continental de EE. UU., especialmente el estratégico Canal de Panamá. La idea fue aprobada, y la misión fue asignada al I-25.  Los submarinos portaaviones, como los de la clase gigante 400 se desarrollaron específicamente para bombardear el Canal de Panamá.
A las 6 del miércoles 9 de septiembre de 1942, el I-25 afloró al oeste de Oregón en la frontera de California.   El submarino lanzó el hidroavión "Glen", pilotado por Fujita y el suboficial Shoji Okuda, con una carga de dos bombas incendiarias de 340 libras. Fujita dejó caer dos bombas.  Una en Wheeler Ridge, Monte Emily en Oregón. La ubicación de la otra bomba es desconocida.  La bomba de Wheeler Ridge, provocó un pequeño incendio a 16 kilómetros al este de Brookings, que los empleados del Servicio Forestal de los Estados Unidos fueron capaces de extinguir. La lluvia de la noche anterior había dejado el bosque muy húmedo, y las bombas tuvieron prestaciones esencialmente ineficaces. El avión de Fujita había sido visto por dos hombres, Howard Gardner y Bob Larson, desde el puesto de observación de incendios en Monte Emily en el Bosque Nacional Siskiyou. Otros dos puestos de observación (el punto de Observación Chetco y el mirador Ridge Long) informó que el avión, pero no lo pudieron ver debido a la densa niebla. El avión fue visto y oído por muchas personas, sobre todo cuando Fujita sobrevoló Brookings en ambas direcciones. A eso del mediodía de ese día, Howard Gardner en el Mirador de Monte Emily informaron haber visto el humo. Los cuatro empleados del Servicio Forestal de los EE. UU. descubrieron que el incendio fue causado por una bomba japonesa. Aproximadamente 20 kilogramos de fragmentos, incluyendo la nariz de la bomba, fueron entregados al Ejército de los Estados Unidos.
Después del bombardeo, el I-25 fue atacado por un avión de patrulla del Ejército de los EE. UU. lo que obligó al submarino a sumergirse y esconderse en el suelo oceánico en Port Orford. Los ataques estadounidenses solo causaron daños menores, y Fujita voló una segunda salida de bombardeo tres semanas después, el 29 de septiembre de 1942. Fujita utilizó el Faro de Cabo Blanco, como guía. Después de 90 minutos de vuelo al este, dejó caer sus bombas y declaró haber visto las llamas, pero el bombardeo pasó inadvertido en los EE. UU. El submarino torpedeó y hundió el SS Camden y el SS Larry Doheny, y luego partió para su casa. En su camino a Japón, el I-25 hundió Al submarino soviético L-16, que estaba en tránsito entre Dutch Harbor, Alaska y San Francisco, California, confundiéndolo con un submarino americano (Japón y la URSS no estaban en guerra en aquel momento)45°25′N 138°34′O / 45.41, -138.56.
Los dos ataques en Oregón en septiembre de 1942 fueron los únicos bombardeos aéreos del terroritorio continental de los Estados Unidos.

## Últimos años
Fujita continuó como piloto de la Armada Imperial Japonesa, principalmente en tareas de reconocimiento, hasta 1944, cuando fue transferido a la formación de los pilotos kamikaze. Después de la guerra abrió una ferretería en la prefectura de Ibaraki, y más tarde trabajó en una empresa que producía alambre.
Fujita fue invitado a Brookings, en 1962, después de que al gobierno japonés se le aseguró que no sería juzgado como criminal de guerra. Entregó a la ciudad de Brookings su espada samurái que había estado en propiedad de su familia durante 400 años en señal de amistad. Avergonzado de su actuación durante la guerra, Fujita tenía la intención de usar la espada para cometer seppuku si se le daba una recepción hostil. Sin embargo, el pueblo lo trató con respeto y afecto, aunque su visita aún planteaba cierta controversia.
Impresionado por su acogida en los Estados Unidos, Fujita invitó a tres mujeres estudiantes de Brookings a Japón en 1985. Durante la visita de la Institución Brookings-Harbor High estudiantes de la Escuela de Japón, Fujita recibió una carta dedicatoria de un ayudante del presidente Ronald Reagan que expresaba "admiración por su amabilidad y generosidad".
Fujita regresó a Brookings en 1990, 1992 y 1995. En 1992 se plantó un árbol en el lugar del bombardeo como un gesto de paz. En 1995, trasladó la espada samurái del Ayuntamiento de Brookings a una vitrina de la nueva biblioteca.
Fue nombrado ciudadano honorario de Brookings varios días antes de su muerte el 30 de septiembre de 1997, a la edad de 85 años. En octubre de 1998, su hija, Yoriko Asakura, enterró parte de las cenizas de Fujita en el sitio del bombardeo.